# Muzeul maritim, fluvial și portuar din Rouen

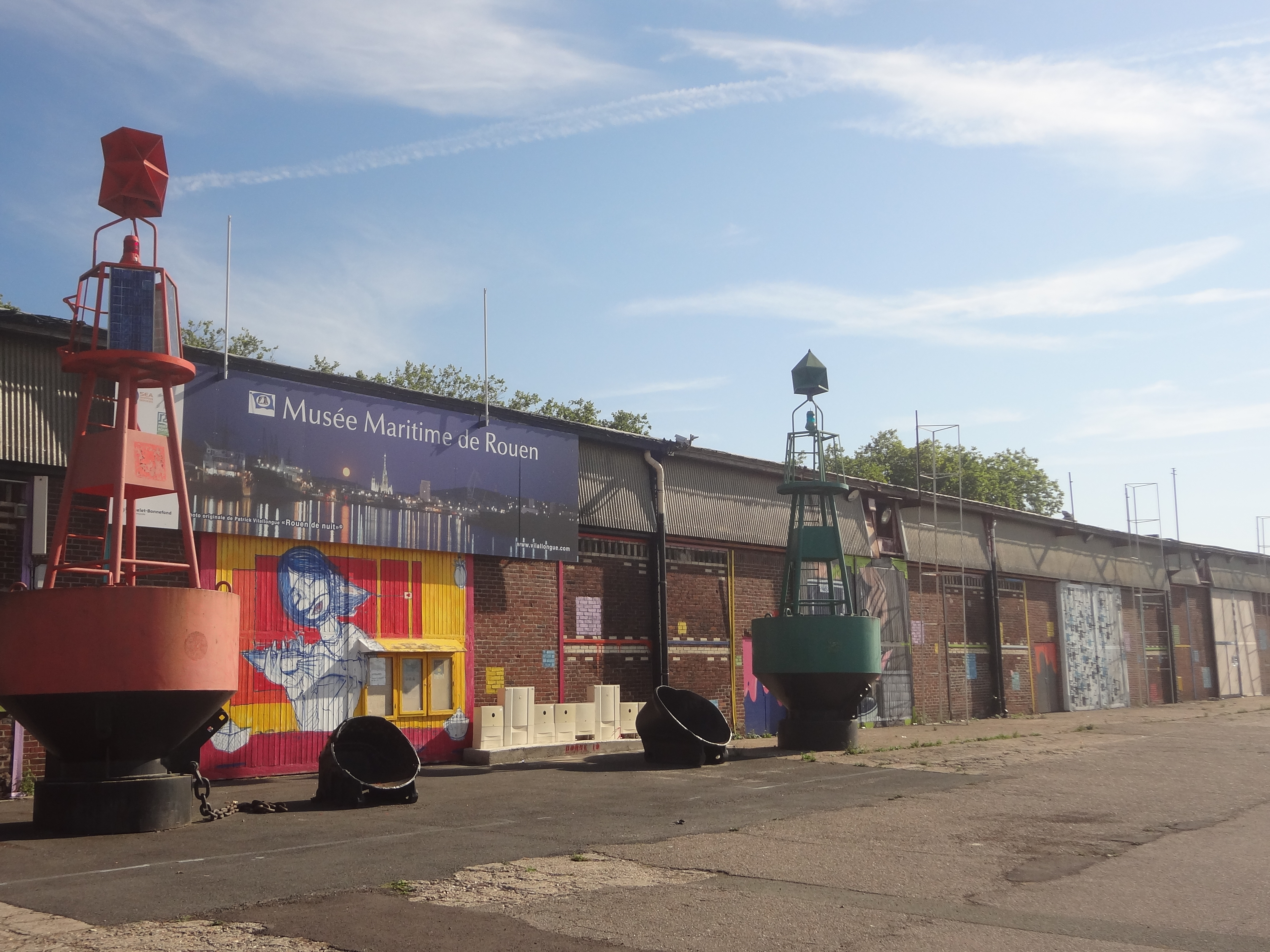
Hangarul 13 unde este muzeul

Muzeul maritim, fluvial și portuar din Rouen (în franceză Musée maritime fluvial et portuaire de Rouen) este un muzeu care prezintă istoria portului Rouen, Franța, precum și a navigației, maritimă și fluviale (cu o machetă de ecluză), și a submarinelor. Muzeul a fost inaugurat în 1999.